# Борисоглебск
Борисогле́бск — город (с 1779) в Воронежской области России. Образует Борисоглебский городской округ. Население — 57 682 чел. (2025).

## Этимология
Топоним происходит от местной церкви в честь святых благоверных князей Бориса и Глеба 1704 года постройки.

## География
Город расположен на левом берегу реки Вороны, вблизи её впадения в реку Хопёр, в 204 км от Воронежа.
В городе располагается станция Борисоглебск Юго-Восточной железной дороги.

## История

### До основания
В период подготовки к Азовским походам Петра I здесь, в Теллермановском дубовом массиве, заготавливали лес и строили вспомогательные суда и баржи для Азовского флота, что поспособствовало привлечению сюда населения и хозяйственному освоению местности. Вокруг города возникали слободы работных людей.

### Основание
Возник в 1698 году как Павловская крепость (некоторые источники указывают на 1646 год), как выражается летописец, «для береженья» от набегов беспокойных крымских, азовских и ногайских людей, которые «прохаживали изгоном и те все места воевали, людей побивали и в полон служивых и уездных всяких людей имали».

### XVIII век
Своё современное название Борисоглебск получил по Борисоглебской церкви, построенной в 1704 году. До 1704 года именовался Павловском (Новопавловском). 

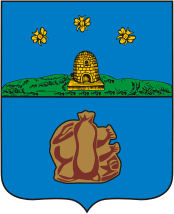
Герб (1781): «пять мешков, положенные один на другой, в голубом поле, в знак изобилия пшеницею»

В 1708 году жители Борисоглебска присоединились к Булавинскому восстанию, но были разбиты царскими войсками.
В 1708 году, после Губернской реформы Петра I, Борисоглебск был приписан к Азовской губернии.
В 1713 году на город был совершён последний набег калмыков и татар. Постепенно, по мере продвижения границ России на юг, Борисоглебск терял военное значение и к середине XVIII века превратился в торговый и ремесленный город — значительный пункт по закупке и сбыту хлеба, скота, леса, продуктов сельскохозяйственного производства. Водный путь связал его с портами Азовского и Чёрного морей, куда отправлялось ежегодно от 60 до 90 барок с хлебом, ржаной мукой, овсом, а также лесом.
В 1719 году, когда границы губерний вторично были изменены, Борисоглебск вошёл в Тамбовскую провинцию, а в 1732 году перечислен в Воронежскую губернию.
С 1779 года Борисоглебск являлся уездный городом Тамбовской губернии. Весьма выгодное географическое положение города, связанного водным путём с портами Азовского и Чёрного морей, в значительной степени влекло к нему произведения не только своего уезда, но и Кирсановского и Балашовского, а также Саратовской и Воронежской губерний.

### XIX век

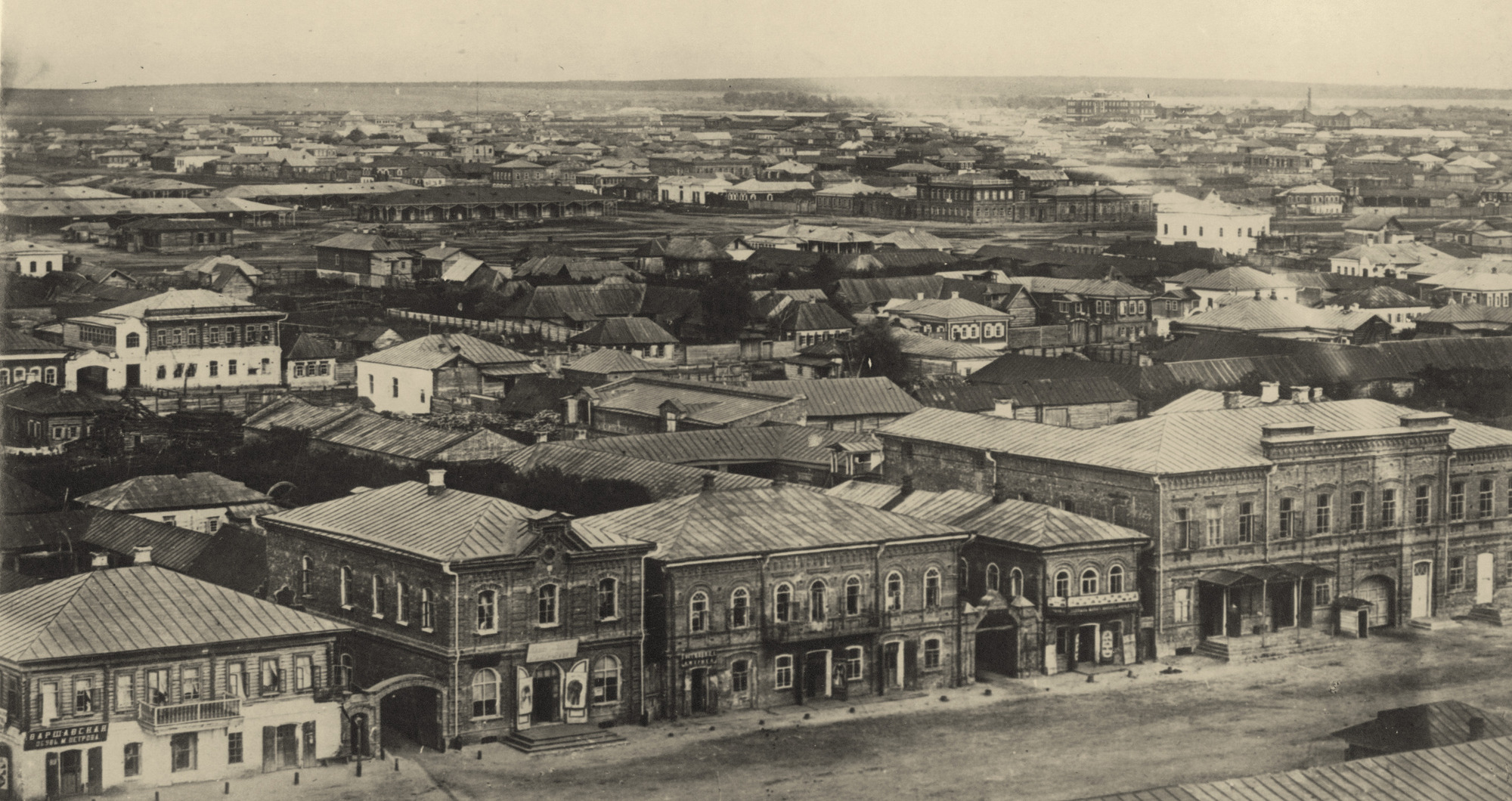
Общий план города в 1876 году

Хлебный рынок оживился после Крестьянской реформы 1861 года. Хлеб, муку, зерно водным путём через Ростов-на-Дону и Таганрог вывозили за границу. Главными предметами сухопутной торговли были шерсть, кожа, скот. Пшеницу, скупаемую в помещичьих экономиях уезда, перерабатывали в крупчатую муку на мельницах Борисоглебска и отправляли на север — в Тамбов, Елец, Москву и другие города. В середине века на мойках Борисоглебска ежегодно перемывалось до 30 000 пудов шерсти, которая затем шла на фабрики солдатских сукон в Тамбовскую губернию, в Москву, на ярмарки в города Лебедянь и Тамбов, в станицы Урюпинская и Михайловская. В Землях войска Донского, Екатеринославле, Харькове, Саратове закупали крупный и мелкий рогатый скот. Часть его откармливали на плодородных землях Борисоглебского уезда, а затем продавали, другую часть скота забивали и перерабатывали на салотопнях города, а сало вывозили в Моршанск и Москву, кожу сбывали на Урюпинской и Лебедянской ярмарках. В Борисоглебске два раза в год — в июле и октябре — действовали торговые ярмарки.
Торговля вызвала к жизни разнообразные производства. В 1860 году город имел 31 предприятие (6 шерстомойных, 2 мыловаренных, 10 салотопенных, 4 воскобойных, 8 кирпичных, 1 чугуноплавильное). Изменения произошли и в социально-культурном облике города. В 1860 году в Борисоглебске проживало 9356 человек (из них 2599 купцов и 5682 мещанина). На восьми улицах и двух площадях (после пожара 1805 г. город застраивался со стороны реки Вороны строго в линию, образуя широкие прямые улицы) стояло 737 домов, 79 лавок, 4 церкви, действовало два училища — уездное (открыть в 1836 г.) и приходское сельское, 1 больница. С 1837 года жители города стали регулярно получать газету «Тамбовские губернские ведомости», в неофициальном отделе которой печатались статьи Борисоглебского помещика, члена-корреспондента Вольного экономического общества Х. Козлова.
В 1869 году начал действовать «Пивоваренный завод № 4 А. А. Насоныча». Завод выпускал пиво тёмных и светлых сортов, а также фруктовую газированную воду. С приходом Советской власти завод продолжал действовать в первоначальном виде. В середине XX века предприятие было модернизировано, построены новые цеха и запущены новые линии. В настоящее время предприятие продолжает выпускать пиво.
Ещё в 1870-х годах на здешней пристани грузилось более 52 тыс. м³ зерна и муки. В Борисоглебск на луговой стороне рек Хопра и Вороны ежегодно строилось до 2000 барок, отправлявшихся с товарами в Ростов-на-Дону и Таганрог; ежегодно здесь бывало до 10 000 бурлаков. Проведением Грязе-Царицынской дороги Борисоглебск связался с Царицыным и, следовательно, с Приволжским краем, с одной стороны, и с портами Балтийского моря, с другой, и быстро стал одним из оживлённых хлеботорговых пунктов чернозёмного края, через который направлялись в Санкт-Петербург и Москву хлеб, лес, керосин, рыба, икра, арбузы, а также соль из озёр Астраханской губернии, которой снабжался весь район железной дороги.

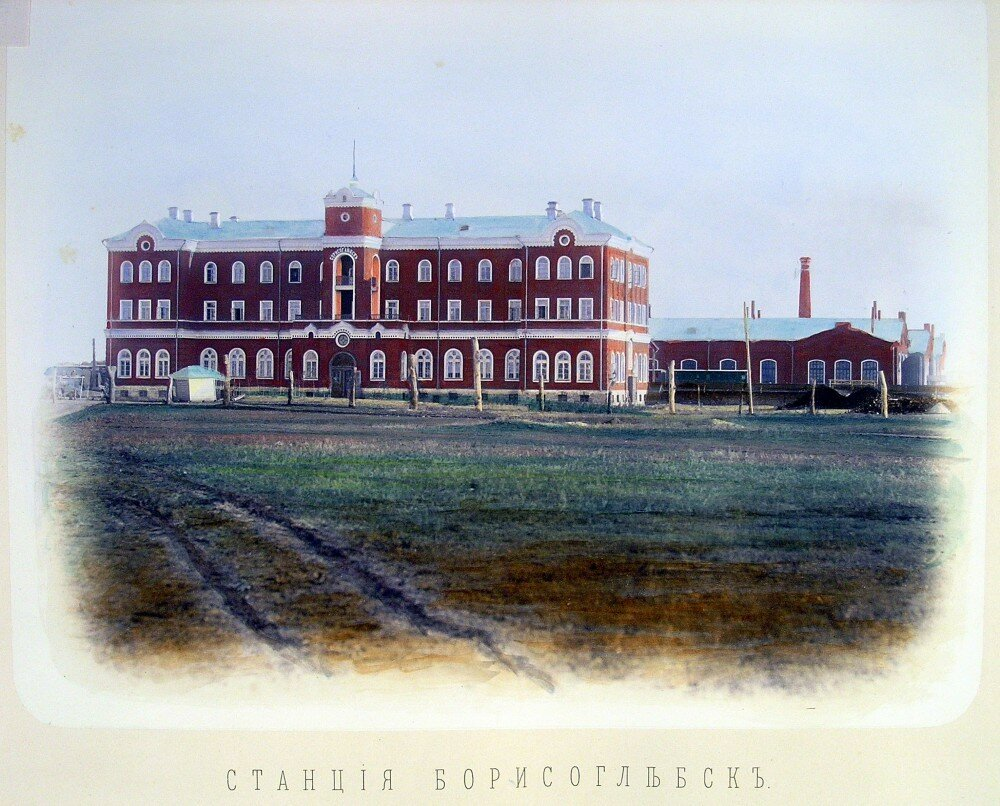
Вокзал в 1869 году

Развитию города во многом способствовало строительство в 1869—1871 годах Грязе-Царицынской железной дороги, связавшей город с промышленными центрами страны и с портами Балтийского моря. Сооружение железной дороги стимулировало создание промышленных предприятий в городе. В 1869 году были открыты железнодорожные мастерские для ремонта подвижного состава, ставшие впоследствии главными на Грязе-Царицынской железной дороге. В конце XIX века в Борисоглебске действовало 34 фабрики и завода. Среди промышленных производств первое место занимало мукомольное — было 7 мельниц. В 1892 году в Борисоглебске началось строительство элеватора. Важная роль принадлежала маслобойному производству — работало 6 заводов. В городе было также три мыловаренных завода, два шерстомойных, два воскобойных, девять кирпичных, шесть салотопенных, один пивоваренный завод, основанный в 1886 году Клинсманом, и чугунолитейный завод братьев И. О. и А. О. Волостных, основанный в 1875 году.
С ростом промышленных предприятий развивалось рабочее движение. Массовые выступления железнодорожников прошли в 1882 и 1883 годах. В среде рабочих, служащих и местных учителей в 1888 году возник первый социал-демократический кружок под руководством В. Я. Алабышева, исключённого из Казанского университета вместе с В. И. Лениным за участие в студенческих волнениях. В кружке состоял живший тогда в Борисоглебске Максим Горький.
В 1890 году на участке Грязи — Борисоглебск (199 км) было выручено по перевозке грузов и др. — 3 418 925 руб., или — 17 181 руб./км. По сведениям 1885 года, в Борисоглебске проживало 13 007 жителей (6325 мужского пола и 6682 женского пола), почти исключительно православных. В начале XX века в Борисоглебске имелись женская (4 класса) и мужская (6 классов) прогимназии, техническое железнодорожное училище, два приходских городских училища и другие. Из ярмарок тогда выделялись казанская (6 июля), продолжавшаяся 3 дня, имевшая важное, местное экономическое значение.
В Борисоглебске действовала городская, земская и железнодорожная больницы. С 1890-х годов работало Борисоглебское медицинское общество.
Борисоглебск выделялся среди других провинциальных городов высоким уровнем культуры и образования. В конце XIX века его население составляло 22 309 человек, половина из них была грамотной.
В конце XIX — начале XX века в городе действовали паровые мукомольные мельницы, маслобойни, кирпичные, салотопенные, мыловаренные, шерстомойные, воскобойные, пивоваренный и чугунолитейный заводы, элеватор и зернохранилище; женская и мужская гимназии, техническое и железнодорожное училища, 2 приходских училища; проходили 3 ежегодные ярмарки. Тогда же Борисоглебск вступает в систему кредитно-финансовых отношений. Открываются представительства крупнейших частных коммерческих банков: петербургских Волжско-Камского и Русско-Азиатского, а также Воронежского коммерческого. Но уже ранее, с 1869 года в городе действовали отделения Государственного банка и Борисоглебское общество взаимного кредита.

### Начало XX века
В начале XX века большинство жителей Борисоглебска, помимо служащих, составляли лица, занятые в промышленности, торговле и транспорте. В городе существовала весьма оживлённая Хопёрская пристань, на которой отгружались зерно и мука.
До революции в городе действовали начальные и средние учебные заведения: Александровская мужская гимназия, Мариинская женская гимназия, 3 частных гимназии, техническое железнодорожное училище, 7 городских мужских приходских училищ и 5 женских, двухклассное железнодорожное училище, 1 городское четырёхклассное, высшее начальное и женское ремесленное училища. Большой вклад в дело развития образования и культуры в городе и уезде внёс инспектор народных училищ Н. В. Павловский (отец академика Е. Н. Павловского), прослуживший в этой должности с 1886 года вплоть до своей кончины в 1914 году.
Средние учебные заведения, в том числе частные, были своего рода центрами общественной жизни города. Особенно ярко это проявилось в годы Первой мировой войны, когда в гимназии устраивались вечера, спектакли, благотворительные концерты в пользу раненых, организовывались лазареты.

### Революция и Гражданская война

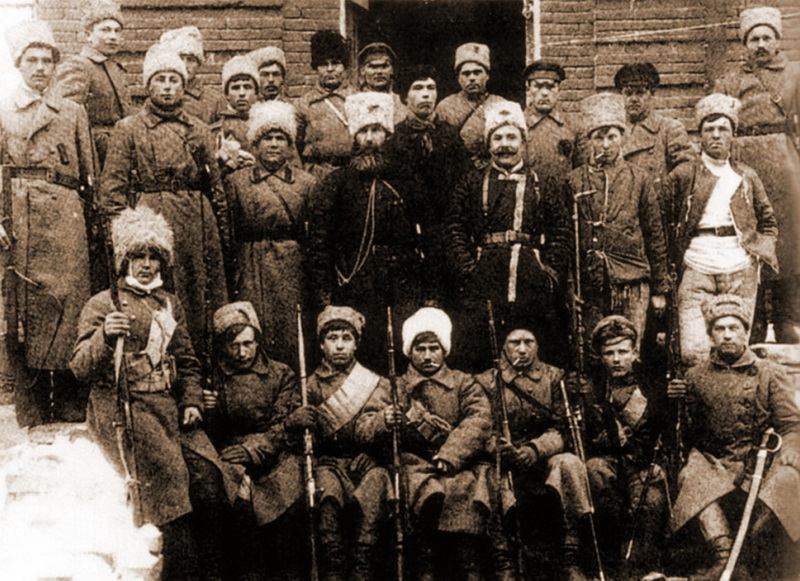
Объединённая партизанская армия Тамбовской губернии.

После Февральской революции, давшей простор буржуазно-демократическим преобразованиям, в марте 1917 года было создано Борисоглебское педагогическое общество, которое объединяло преподавателей начальных и средних учебных заведений на почве их профессиональных интересов в целях улучшения дела народного образования в городе. Частные гимназии стали местом проведения политических лекций.
Был создан временный орган городского управления — Городской общественный комитет, в который вошли представители Городских Думы и Управы, Земства, воинских частей, различных общественных и профессиональных организаций. В комитете преобладали эсеры и меньшевики.
Особое место в культурной жизни города занимала деятельность князя С. М. Волконского, борисоглебского землевладельца, почётного мирового судьи, видного театрального деятеля, внука декабриста С. Г. Волконского. Весной 1918 года князь Сергей Волконский устроил в Народном доме первую в России выставку, посвящённую декабристам.
30 января 1918 года под воздействием Октябрьской революции в Петрограде, состоялся объединённый съезд Советов рабочих, солдатских и крестьянских депутатов, избравший новый уездный исполком, в котором преобладали большевики.
В Гражданскую войну находился в зоне боевых действий между РККА, с одной стороны, и Добровольческой и Донской армиями — с другой, неоднократно переходил из рук в руки. Борисоглебский уезд был охвачен Тамбовским восстанием.

### Советское время

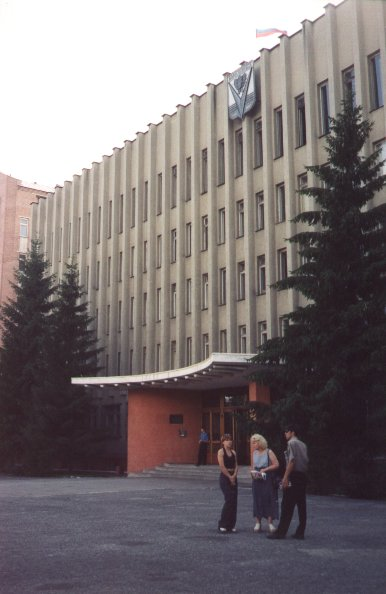
Здание администрации города в 2005 году

В 1920—1930-е годы Борисоглебск развивался как агропромышленный центр. Был построен мясоконсервный комбинат, реконструированы мелькомбинат, чугунолитейный, кирпичный и пивоваренный заводы. Железнодорожные мастерские преобразованы в вагоноремонтный завод, построена городская электростанция. Были открыты техникумы механизации сельского хозяйства и дорожный, педагогическое и медицинское училища, учительский институт, начал работу драматический театр.
В декабре 1922 года была создана 2-я военная школа лётчиков Красного воздушного флота., в которой учились В. П. Чкалов, В. К. Коккинаки, Н. П. Каманин, А. Б. Юмашев, В. В. Талалихин и другие.
В 1928 году Борисоглебск вошёл в состав Центрально-Чернозёмной области, затем в Воронежскую область. В последующие десятилетия развивался как крупный центр машиностроения и пищевой промышленности.
В 1940 году на базе педагогического училища был основан учительский институт в составе двух отделений — физико-математического и филологического. Он давал выпускникам неоконченное высшее образование. В сентябре 1952 года учительский институт был реорганизован в педагогический институт, призванный готовить специалистов с высшим образованием для средних школ.
Во время Великой Отечественной войны Борисоглебск был прифронтовым городом, базой формирования воинских частей. Здесь находились военные госпитали, сюда были эвакуированы воронежские областные организации.

## Климат
- Среднегодовая температура воздуха — 7,1 °C
- Относительная влажность воздуха — 65,7 %
- Средняя скорость ветра — 4,6 м/с

| Показатель                            | Янв. | Фев. | Март | Апр. | Май  | Июнь | Июль | Авг. | Сен. | Окт. | Нояб. | Дек. | Год |
| ------------------------------------- | ---- | ---- | ---- | ---- | ---- | ---- | ---- | ---- | ---- | ---- | ----- | ---- | --- |
| Средняя температура, °C               | −7,6 | −8   | −2,6 | 8,2  | 16,0 | 20,4 | 22,7 | 21,3 | 15,0 | 7,2  | −1,5  | −7   | 7,1 |
| Источник: NASA. База данных RETScreen |      |      |      |      |      |      |      |      |      |      |       |      |     |

## Население
| 1856    | 1897    | 1913    | 1926    | 1931    | 1939    | 1959    | 1967    | 1970    | 1973    | 1976    | 1979    |
| ------- | ------- | ------- | ------- | ------- | ------- | ------- | ------- | ------- | ------- | ------- | ------- |
| 8100    | ↗22 300 | ↗28 200 | ↗39 100 | ↗44 400 | ↗52 900 | ↗54 415 | ↗62 000 | ↗63 733 | ↗67 000 | ↗69 000 | ↘67 621 |
| 1982    | 1986    | 1987    | 1989    | 1992    | 1996    | 1998    | 2000    | 2001    | 2002    | 2003    | 2005    |
| ↘67 000 | ↗68 000 | ↗69 000 | ↗72 338 | ↘72 000 | ↘69 500 | →69 500 | ↘65 100 | ↘64 300 | ↗69 392 | ↗69 400 | ↘68 200 |
| 2007    | 2008    | 2009    | 2010    | 2011    | 2012    | 2013    | 2014    | 2015    | 2016    | 2017    | 2018    |
| ↘66 600 | ↘65 400 | ↘64 475 | ↗65 585 | ↗65 600 | ↘65 250 | ↘64 891 | ↘64 208 | ↘63 678 | ↘63 131 | ↘62 669 | ↘61 765 |
| 2019    | 2020    | 2021    | 2025    |         |         |         |         |         |         |         |         |
| ↘60 878 | ↘59 864 | ↗60 687 | ↘57 682 |         |         |         |         |         |         |         |         |

На 1 января 2025 года по численности населения город находился на 278-м месте из 1124 городов Российской Федерации.
Национальный состав
По итогам переписи населения 2020 года проживали следующие национальности (национальности менее 0,1 % и другое, см. в сноске к строке «Другие»):
| Национальность | Численность, чел. | Доля     |
| -------------- | ----------------- | -------- |
| Русские        | 55 038            | 90,69 %  |
| Цыгане         | 199               | 0,33 %   |
| Таджики        | 197               | 0,32 %   |
| Украинцы       | 125               | 0,21 %   |
| Армяне         | 79                | 0,13 %   |
| Азербайджанцы  | 70                | 0,12 %   |
| Другие         | 4979              | 8,20 %   |
| Итого          | 60 687            | 100,00 % |

## Культура
- В 1914 году в Борисоглебске вышла первая газета «Борисоглебский листок»[39]
- В городе работает Борисоглебский драматический театр, который расположен в здании Народного дома, являющегося памятником архитектуры. Кроме спектаклей на родной сцене, театр гастролирует по Воронежской и близлежащим областям.
- В городе работает Историко-художественный музей и Картинная галерея им. П. И. Шолохова.

## Образование
- Борисоглебский филиал Воронежского государственного университета (бывший[40] Борисоглебский государственный педагогический институт)
- Борисоглебский филиал Воронежского государственного технического университета
- III факультет Краснодарского высшего военного авиационного училища лётчиков
- Борисоглебский техникум промышленных и информационных технологий (бывшие Борисоглебский техникум информатики и вычислительной техники, Борисоглебский индустриальный техникум, профессиональное училище № 34).
- Борисоглебский дорожный техникум
- Борисоглебский сельскохозяйственный техникум
- Борисоглебский медицинский колледж
- Борисоглебское музыкальное училище
- Борисоглебский технолого-экономический техникум

## Экономика
- ООО «Борисоглебский машиностроительный завод» (ООО БМЗ)
- АО «Борисоглебский трикотаж»
- АО «БКМЗ» (Борисоглебский котельно-механический завод)
- АО «Борхиммаш» (Борисоглебский ордена Трудового Красного Знамени завод химического машиностроения)
- ООО «ЗНИГО» (Завод нефтяного и газового оборудования)
- АО «Ирбис» (Завод котельного оборудования «Ирбис»)
- ОАО «БКМЗлит» (Чугунолитейный завод БКМЗ)
- АО «БПСЗ» (Приборостроительный завод)
- АО «Теплохим»
- ЗАО «Борисоглебские системы связи»
- АО «Патроны»
- ОАО «711 АРЗ» (Борисоглебский авиаремонтный завод
- ОАО «Керамик» (кирпичный завод)
- Пивоваренный завод
- Комбинат хлебопродуктов
- ООО «Борисоглебский мясоконсервный комбинат»
- Группа компаний «ЦНО-Химмаш»
- ЗАО «Механика»
- ООО «Завод пенобетонных изделий»
- ООО «Борисоглебский МЭЗ»
- ООО «БОРКОТЛОМАШ»
- ООО «Химмаш-Спец-Комплект»
- ООО «БДРСУ № 2» (Борисоглебское дорожно-ремонтное строительное управление № 2)

## Спорт
- Борисоглебская детско-юношеская спортивная школа
- Спортивный комплекс «Борисоглебский» с игровыми залами и бассейном 25 м (бывш. стадион «Спартак»), с расположенным на территории залом греко-римской борьбы
- Ледовая арена «Айсберг»
- Конно-спортивная школа
- Спортивный клуб «Самбо-Дзюдо»
- Боксёрский клуб «Ратибор», «Клуб бокса ВДВ»
- Борисоглебский футбольный и хоккейные клубы «Кристалл»
- Борисоглебские хоккейные клубы «Рубин» и «Звезда»
- Мототрасса «Дрема» не раз встречала спортсменов на турнирах и этапах всероссийских соревнований по мотокроссу

## Средства массовой информации

### Интернет-провайдеры
- Интернет-провайдер «Ростелеком» — оператор связи в Борисоглебске. Предоставление доступа в интернет, услуги интерактивного телевидения, физическим и юридическим лицам.
- «Инфорум» — интернет-провайдер предоставляет населению высокоскоростной доступ к интернету, как в многоквартирных домах, так и в частных, по технологии GPON.
- «Виплайн» — межрегиональный оператор связи, предоставляющий полный пакет телекоммуникационных услуг на базе передовых технологий беспроводного широкополосного доступа в интернет.
- «Дом МТС» — домашний провайдер «МТС», предоставляет населению высокоскоростной доступ к интернету, а также услуги кабельного телевидения.

### Связь
Услуги фиксированной телефонной связи и мобильного интернета в Борисоглебске предоставляют операторы:
- «МТС»
- «Билайн»
- «МегаФон»
- «Tele2»
- «Ростелеком»
- «Yota»

Все перечисленные операторы работают в современном стандарте 4G-LTE, а также стандартах 3G-UMTS/HSDPA+, 2G-GSM/EDGE.

### Телевещание
Жителям Борисоглебского городского округа доступны 20 цифровых телевизионных каналов, транслируемых филиалом РТРС «Воронежский ОРТПЦ». Передача осуществляется пакетами (мультиплексами) по 10 каналов в каждом.
- 35 ТВК — 1 мультиплекс
- 51 ТВК — 2 мультиплекс

На территории городского округа осуществляет вещание в аналоговом формате на 38 ТВК телеканал «Sony Sci-Fi; SET; Sony Turbo».

### Радиовещание
Всего в городе насчитывается 17 радиостанций, вещающих в FM-диапазоне и 2 УКВ диапазоне.
- 68,24 УКВ — (Молчит) Радио Маяк
- 70,82 УКВ — (Молчит) Радио России / ГТРК Воронеж
- 88,1 МГц — Радио ENERGY
- 91,4 МГц — Радио Рекорд
- 91,9 МГц — Радио Шансон
- 96,9 МГц — Маруся FM
- 99,0 МГц — DFM
- 99,9 МГц — Элит FM
- 100,4 МГц — Наше радио
- 100,8 МГц — Ретро FM
- 101,7 МГц — Авторадио
- 103,0 МГц — Дорожное радио
- 103,6 МГц — Хит FM
- 104,1 МГц — Радио России / ГТРК Воронеж
- 104,7 МГц — Радио Дача
- 105,8 МГц — Радио Мелодия
- 106,2 МГц — Русское радио
- 106,7 МГц — Радио Ваня
- 107,5 МГц — Европа Плюс

## Руководители
- Леонов Александр Анатольевич — глава администрации Борисоглебского городского округа

## Города-побратимы
| Страна   | Город-побратим | Год установления связи |
| -------- | -------------- | ---------------------- |
| Германия | Дельменхорст   | 1994                   |
| Чехия    | Бланско        |                        |